# Elecciones generales de Namibia de 1994
Las segundas elecciones generales de Namibia se llevaron a cabo entre el 4 y 5 de diciembre de 1994. Se introdujo por primera vez la elección directa del Presidente de la República. Sam Nujoma, presidente incumbente, obtuvo la reelección con más del 76% de los votos. Su partido, la SWAPO, dominó el parlamento con una mayoría absoluta de 53 escaños. La participación electoral fue del 76%.

## Contexto

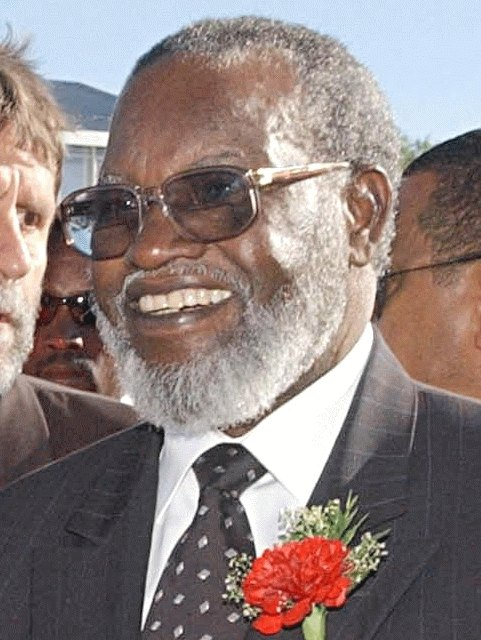
Sam Nujoma, presidente de Namibia desde 1990 a 2005

Durante las elecciones presidenciales y de la Asamblea Nacional de 1994, toda Namibia comprendía una circunscripción. El porcentaje de apoyo a un partido político o a un candidato presidencial en toda Namibia, y no en una circunscripción o región, determinaría el resultado final. Los resultados en circunscripciones y regiones fueron de interés estadístico únicamente. La fecha límite para la inscripción de los partidos políticos se fijó para el 24 de octubre de 1994. Los partidos que se habían inscrito antes no estaban obligadas a volver a registrarse. En 1994 se añadieron tres nuevos partidos, la Coalición Democrática de Namibia (DCN), la Convención Federal de Namibia (FCN) y el Grupo de Acción de Monitores (MAG).
El día de la presentación de candidaturas se fijó para el 7 de noviembre de 1994. Había que presentar listas de candidaturas con al menos 24 candidatos para la Asamblea Nacional. Las siguientes partidos cumplieron con todas las reglas y presentaron sus listas: Coalición Democrática de Namibia (DCN), Alianza Democrática de Turnhalle (DTA), Convención Federal de Namibia (FCN), Grupo de Acción Monitora (MAG), Unión Nacional Africana del Suroeste (SWANU), Organización Popular de África del Sudoeste (SWAPO), Frente Democrático Unido (UDF) y Partido Revolucionario de los Trabajadores (WRP). Sólo dos partidos, el Alianza Democrática de Turnhalle (DTA) y el Organización Popular de África del Sudoeste (SWAPO), presentaron candidatos para las elecciones presidenciales: el DTA nominó a Mishake Muyongo, y el SWAPO al presidente titular Sam Nujoma.
La campaña electoral comenzó con toda seriedad a partir de entonces. Los partidos políticos dependían de su propia financiación y estaban obligados por ley a declarar públicamente cualquier financiación que recibieran de donantes externos. Ninguna de las partes recibió esa financiación. La falta de recursos financieros restringió a los partidos políticos en sus esfuerzos por difundir ampliamente sus opiniones. Se asignó tiempo libre a los partidos políticos, como fue la práctica durante las elecciones de 1992 y 1998, en la radio y la televisión. Sólo los dos principales contendientes políticos, SWAPO y DTA, tenían el respaldo absoluto de dos diarios. El resto de los medios impresos siguieron una política de neutralidad al informar sobre las reuniones de los partidos políticos y comentar las declaraciones de los partidos políticos.

## Capacitación electoral
La tarea de la educación y la información de los votantes recaía en gran medida sobre los hombros de la Dirección de Elecciones. Contó con el apoyo del Instituto de Namibia para la Democracia, una ONG local. Este patrón se repitió durante las elecciones de 1998. Se prestó especial atención a las zonas rurales, donde residía el 65% de la población. Como nuevo enfoque, se produjo y representó una obra de teatro con temática electoral que fue bien recibido. Un folleto de 20 páginas en los periódicos locales se elaboró sobre las elecciones y el proceso de votación. La Dirección también publicó un glosario de términos electorales y un manual de educación electoral.
Un nuevo invento fue el sistema de voto licitado. Este sistema permite a los votantes que no están en sus circunscripciones registradas el día de la votación, emitir su voto en otra circunscripción. El sistema de voto licitado también se extendió a los votantes en países extranjeros durante las elecciones. Podían emitir su voto en las oficinas de las misiones extranjeras de Namibia el primer día de votación.
Otra cuestión importante que se abordó en consulta con los partidos políticos fue la continuación del registro de votantes. En esencia, implica que en cada circunscripción los votantes pueden registrarse de forma continua. Este sistema sólo se introdujo después de las elecciones de 1994 en 1996. Los dos cambios mencionados dieron lugar a la Ley de Enmienda Electoral (Ley Nº 23 de 1994). Otros cambios implicaban que, en el futuro, todas las cédulas de votación debían incluir una foto de un candidato propuesto o, cuando se aplicara un sistema de listas, la foto del jefe de los respectivos partidos participantes.
Se prestó especial atención a la capacitación de los funcionarios electorales. El objetivo era no repetir errores del pasado. Cinco mil funcionarios electorales y poco más de 100 oficiales fueron nombrados temporalmente. La dirección podía contar con la reserva de recursos humanos empleados durante las elecciones de 1992. Esto fue particularmente útil teniendo en cuenta que solo había ocho semanas disponibles antes del día de las elecciones. Además, se nombró temporalmente un coordinador en cada una de las trece regiones. La práctica de nombrar coordinadores, aunque la Ley electoral no prevé ese cargo, demostró ser eficiente. Los coordinadores desempeñan sus tareas como un vínculo descentralizado pero directo con el director, y a menudo se les pide que medien a nivel regional y local, y que tomen o apliquen decisiones normativas y organizativas con poca antelación.
La campaña electoral transcurrió sin contratiempos. Las quejas ocasionales de opositores que interrumpen las reuniones y la presunta intimidación pueden ser manejadas a satisfacción de los partidos políticos por el director o la Comisión.
Las elecciones se celebraron los días 4 y 5 de diciembre de 1994. El anuncio de las elecciones se retrasó varios días por dos razones: una debido a las dificultades logísticas experimentadas en el transporte de las urnas licitadas a Windhoek para su escrutinio, y la otra debido a un grave problema encontrado en cuatro circunscripciones del norte donde el número de votos emitidos superó el número de votantes registrados. El 13 de diciembre, los resultados oficiales fueron anunciados por el director de Elecciones (resultados de las elecciones a la Asamblea Nacional) y el presidente de la Comisión Electoral (elecciones presidenciales).

## Resultados

### Presidencial
| Candidato                 | Candidato                 | Partido                                             | Votos   | %      |
| ------------------------- | ------------------------- | --------------------------------------------------- | ------- | ------ |
|                           | Sam Nujoma                | Organización Popular de África del Sudoeste (SWAPO) | 370.452 | 76.34  |
|                           | Mishake Muyongo           | Alianza Democrática de Turnhalle (DTA)              | 114.843 | 23.66  |
|                           |                           |                                                     |         |        |
| Votos válidos             | Votos válidos             | Votos válidos                                       | 485.295 | 97.55  |
| Votos en blanco/anulados  | Votos en blanco/anulados  | Votos en blanco/anulados                            | 12.213  | 2.45   |
| Total                     | Total                     | Total                                               | 497.508 | 100.00 |
| Registrados/Participación | Registrados/Participación | Registrados/Participación                           | 654.189 | 76.05  |
| Fuente: EISA              |                           |                                                     |         |        |

#### Por regiones
| Regiones      | Nujoma  | Nujoma | Muyongo | Muyongo | Válidos | Nulos  | Total   |
| ------------- | ------- | ------ | ------- | ------- | ------- | ------ | ------- |
| Regiones      |         |        |         |         | Válidos | Nulos  | Total   |
| Regiones      | Votos   | %      | Votos   | %       | Válidos | Nulos  | Total   |
| Caprivi       | 11.120  | 49,53  | 11.329  | 50,47   | 22.449  | 22     | 22.671  |
| Erongo        | 21.054  | 67,67  | 10.060  | 32,33   | 31.114  | 576    | 31.690  |
| Hardap        | 7.686   | 41,76  | 10.720  | 58.24   | 18.406  | 552    | 18.958  |
| Karas         | 12.657  | 56,91  | 9.585   | 43.89   | 22.242  | 609    | 22.851  |
| Khomas        | 34.907  | 60,39  | 22.896  | 39.51   | 57.803  | 935    | 58.738  |
| Kunene        | 7.102   | 44,94  | 8.702   | 55.06   | 15.804  | 1.158  | 16.962  |
| Ohangwena     | 58.789  | 99,18  | 485     | 0.82    | 59.274  | 895    | 60.169  |
| Kavango       | 19.986  | 84,73  | 3.602   | 15,27   | 23.588  | 886    | 24.474  |
| Omaheke       | 6.460   | 36,52  | 11.229  | 63,48   | 17.689  | 511    | 18.200  |
| Omusati       | 70.433  | 99,58  | 300     | 0,42    | 70.733  | 2.452  | 73.185  |
| Oshana        | 50.496  | 96,94  | 1.596   | 3,06    | 52.092  | 1.135  | 53.227  |
| Oshikoto      | 44.037  | 93,83  | 2.897   | 6,17    | 46.934  | 815    | 47.749  |
| Otjozondjupa  | 16.144  | 47,18  | 18.072  | 52,82   | 34.216  | 1.128  | 35.344  |
| Voto licitado | 9.581   | 73,98  | 3.370   | 26,02   | 12.951  | 339    | 13.290  |
| Total         | 370.452 | 76,34  | 114.843 | 23.66   | 485.295 | 12.213 | 497.508 |

### Legislativo
| Partidos                  | Partidos                                            | Votos   | %      | Escaños | +/-    |
| ------------------------- | --------------------------------------------------- | ------- | ------ | ------- | ------ |
|                           | Organización Popular de África del Sudoeste (SWAPO) | 361.800 | 73.89  | 53      | +12    |
|                           | Alianza Democrática de Turnhalle (DTA)              | 101.748 | 20.78  | 15      | -6     |
|                           | Frente Democrático Unido (UDF)                      | 13.309  | 2.72   | 2       | -4     |
|                           | Coalición Democrática de Namibia (DCN)              | 4.058   | 0.83   | 1       | 0      |
|                           | Grupo de Acción Monitora (MAG)                      | 4.005   | 0.8    | 1       | Nuevo  |
|                           | Unión Nacional Africana del Suroeste (SWANU)        | 2.598   | 0.53   | 0       | Nuevo  |
|                           | Convención Federal de Namibia (FCN)                 | 1.166   | 0.24   | 0       | -1     |
|                           | Partido Revolucionario de los Trabajadores (WRP)    | 952     | 0.19   | 0       | Nuevo  |
|                           |                                                     |         |        |         |        |
| Votos válidos             | Votos válidos                                       | 489.636 | 98.42  | -       | -      |
| Votos en blanco/anulados  | Votos en blanco/anulados                            | 7.863   | 1.58   | -       | -      |
| Total                     | Total                                               | 497.499 | 100.00 | 72      | -      |
| Registrados/Participación | Registrados/Participación                           | 654.189 | 76.05  | -20.99  | -20.99 |
| Fuente: EISA              |                                                     |         |        |         |        |

#### Por regiones
| Regiones             | DCN | DTA    | FCN | MAG | SWANU | SWAPO  | UDF   | WRP |
| -------------------- | --- | ------ | --- | --- | ----- | ------ | ----- | --- |
| Caprivi              | 125 | 11,868 | 44  | 25  | 37    | 11,765 | 183   | 30  |
| Erongo               | 297 | 8,138  | 75  | 546 | 268   | 18,955 | 3,200 | 41  |
| Hardap               | 206 | 9,613  | 255 | 465 | 122   | 7,385  | 325   | 68  |
| Karas                | 191 | 8,630  | 157 | 530 | 178   | 12,362 | 421   | 60  |
| Kavango              | 98  | 3,570  | 37  | 23  | 82    | 19,884 | 162   | 74  |
| Khomas               | 935 | 19,609 | 192 | 793 | 555   | 33,269 | 2,124 | 169 |
| Kunene               | 635 | 6,883  | 62  | 267 | 69    | 5,840  | 3,484 | 34  |
| Ohangwena            | 53  | 285    | 32  | 11  | 106   | 58,797 | 145   | 86  |
| Omaheke              | 328 | 10,562 | 69  | 432 | 435   | 6,054  | 194   | 35  |
| Omusati              | 31  | 179    | 15  | 12  | 139   | 70,564 | 189   | 86  |
| Oshana               | 146 | 1,509  | 28  | 14  | 116   | 50,722 | 171   | 57  |
| Oshikoto             | 80  | 2,412  | 38  | 128 | 160   | 43,275 | 591   | 92  |
| Otjozondjupa         | 825 | 15,870 | 130 | 657 | 240   | 15,137 | 1,839 | 92  |
| Fuente: The Namibian |     |        |     |     |       |        |       |     |